# Antonio Castro y Arellano
Antonio Castro y Arellano (Lima, 22 de septiembre de 1876- Lima, 9 de abril de 1961) fue un militar y político peruano. Ministro de Guerra y Marina bajo el Oncenio de Leguía. Senador por La Libertad, presidió accidentalmente su cámara en 1925.

## Biografía
Hijo de Leandro Castro y Carmen Arellano. En noviembre de 1894 empezó su carrera militar como soldado voluntario de caballería, ascendiendo hasta la clase de Sargento General. En 1897 ingresó a la Escuela de Aplicación de Chorrillos y luego a la Escuela Superior de Guerra, en la cual se recibió de oficial de Estado Mayor. Fue enviado a Europa para perfeccionarse, siendo admitido en el ejército francés, donde ascendió hasta teniente coronel.
Integró la misión encabezada por el general Andrés Avelino Cáceres Dorregaray, la misma que marchó a Alemania para gestionar la adquisición de elementos bélicos.
De regreso al Perú, fue nombrado sucesivamente jefe de Estado Mayor de la 5.º Región Militar del Oriente, intendente general de guerra e inspector de caballería. Promovido a coronel, pasó a ser jefe de la segunda sección, organización y movilización del estado mayor general.
Partidario del presidente Guillermo Billinghurst (1912-1914), se alejó de la política cuando este mandatario fue derribado por un golpe de Estado en 1914. Era por entonces secretario personal de Andrés A. Cáceres, líder del Partido Constitucional. En las postrimerías del segundo gobierno de José Pardo (1915-1919) mostró su simpatía por la candidatura del expresidente Augusto B. Leguía a la presidencia de la República y asistió a un banquete que se ofreció en honor de dicho candidato. Ello le costó ser separado de la milicia. Desde entonces participó más activamente en la política, a favor de Leguía.
Cuando Leguía asumió el poder luego del golpe de Estado del 4 de julio de 1919, Castro fue nombrado director de la Escuela Militar de Chorrillos; luego fue ministro de Guerra y Marina. En 1920 fue ascendido a general de brigada. Fue también miembro del Concejo Provincial de Lima.
En 1921 fue elegido senador por el departamento de La Libertad hasta 1930. Su labor parlamentaria se enfocó principalmente en los temas militares.
A principios de mayo de 1925, una repentina enfermedad obligó al presidente del Senado Guillermo Rey a pedir licencia. Ante la ausencia de los dos vicepresidentes del Senado (el primer vicepresidente Enrique de la Piedra se desempeñaba como ministro de Hacienda y Comercio; y el segundo vicepresidente, general José Ramón Pizarro, se hallaba fuera de Lima), Castro asumió como presidente accidental del Senado. En la sesión de 12 de mayo, Castro informó al Congreso sobre la gravedad del estado de salud de Guillermo Rey, quien falleció el 24 de mayo. Castro se mantuvo en su alta función hasta el 18 de junio, cuando lo reemplazó Enrique de la Piedra, el 1.º vicepresidente del Senado, luego que renunciara a su cargo de ministro.
Castro escribió obras de historia militar, dedicadas a la guerra de la independencia y a la campaña de la Breña. También fue autor de libros de economía y derecho.